# كلينت هيستر
كلينت هيستر (بالإنجليزية: Clint Hester) هو فنان قتال مختلط أمريكي، ولد في 21 نوفمبر 1986 في أتلانتا في الولايات المتحدة.

## وصلات خارجية
- كلينت هيستر على موقع بوكس ريك (الإنجليزية) (registration required)
- كلينت هيستر على موقع يو إف سي (الإنجليزية)
- كلينت هيستر على موقع شيردوغ (الإنجليزية)
- كلينت هيستر على موقع Tapology.com (الإنجليزية)